# Ross Cronjé
Pour les articles homonymes, voir Cronje.
Pas d'image ? Cliquez ici

a Compétitions nationales et continentales officielles uniquement.

b Matchs officiels uniquement.
Dernière mise à jour le 8 février 2022.
Ross Cronjé, né le 26 juillet 1989 à Johannesburg (Afrique du Sud), est un joueur international sud-africain d'origine zimbabwéenne de rugby à XV, évoluant au poste de demi de mêlée. Il évolue l'essentiel de sa carrière avec la franchise des Lions et la province des Golden Lions.
Il est le frère jumeau de l'international zimbabwéen Guy Cronjé (en), jouant au poste de demi de mêlée ou demi d'ouverture.

## Carrière

### En club
Ross Cronjé commence sa carrière professionnelle en février 2009, avec la franchise des Sharks en Super Rugby.
Plus tard la même année, il fait ses débuts avec la province des Natal Sharks en Vodacom Cup puis en Currie Cup.
À la recherche de plus de temps de jeu en Super Rugby (un seul match disputé en trois saisons), il rejoint la province des Golden Lions et la franchise des Lions en 2012. Avec cette franchise, il est dans un premier temps la doublure de Faf de Klerk, étant notamment remplaçant lors de la finale, perdue par son équipe, du Super Rugby 2016. La saison suivante, il s'impose comme de le demi de mêlée titulaire de la franchise de Johannesburg, accédant pour la deuxième fois consécutive en finale de la compétition.
Il annonce mettre un terme à sa carrière en janvier 2022.

### En équipe nationale
Ross Cronjé a joué avec l'équipe d'Afrique du Sud des moins de 20 ans dans le cadre du championnat du monde junior 2009.
Il est sélectionné pour la première fois avec les Springboks en octobre 2014 par Heyneke Meyer pour participer à la tournée de novembre en Europe. Il ne sera cependant pas utilisé et devra encore patienter pour faire ses débuts internationaux.
Il est rappelé en sélection en mai 2017 par le nouveau sélectionneur Allister Coetzee. Il obtient sa première cape internationale avec l'équipe d'Afrique du Sud le 10 juin 2017 à l’occasion d’un test-match contre l'équipe de France à Pretoria. Il marque à cette occasion son premier essai au niveau international.
Il connaît dix sélections en 2017, mais ne sera pas rappelé par la suite à cause de blessures et de la concurrence,.

## Palmarès

### En club
- Vainqueur de la Vodacom Cup en 2013 avec les Golden Lions.
- Vainqueur de la Currie Cup en 2015 avec les Golden Lions.

- Finaliste du Super Rugby en 2016, 2017 et en 2018 avec les Lions.

## Statistiques
Au 10 janvier 2022, Ross Cronjé compte dix capes en équipe d'Afrique du Sud, dont dix en tant que titulaire, depuis le 10 juin 2017 contre l'équipe de France à Pretoria.
Il participe à une édition du Rugby Championship, en 2017. Il dispute quatre rencontres dans cette compétition.